# Dolný tok Oľšavy
Dolný tok Oľšavy este o arie protejată (arie specială de conservare — SAC, sit de importanță comunitară — SCI) din Slovacia întinsă pe o suprafață de 44,15 ha, integral pe uscat.

## Localizare
Centrul sitului Dolný tok Oľšavy este situat la coordonatele 48°36′47″N 21°22′23″E / 48.613019°N 21.372983°E.

## Înființare
Situl Dolný tok Oľšavy a fost declarat sit de importanță comunitară în decembrie 2021.

## Biodiversitate
Situată în ecoregiunile alpină și panonică, aria protejată nu include niciun habitat protejat.
La baza desemnării sitului se află mai multe specii protejate:
- nevertebrate (1): Unio crassus
- pești (6): Barbus meridionalis, zvârluga (Cobitis taenia), boarță (Rhodeus sericeus amarus), Romanogobio albipinnatus, porcușor de nisip (Romanogobio kesslerii), câră (Sabanejewia balcanica)